# Деланд, Сильвен
Сильве́н Бори́с Наби́ль Дела́нд (фр. Sylvain Boris Nabil Deslandes; 25 апреля 1997, Куоптамо, Камерун) — французский и камерунский футболист, защитник клуба «Дебрецен».

## Карьера
Воспитанник клуба «Кан». В июле 2015 года перешёл в «Вулверхэмптон», где часто выступал в составе команды U23. За основную команду дебютировал в английском Чемпионшипе в 2016 году против клуба «Халл». В 2017 году отправился в аренду в клуб «Бери».
В 2018 году отправился в аренду в «Портсмут». Дебютировал в Лиге 1 в матче против «Ротерхэма».
Второй раз в 2018 году отправлялся в аренду в клуб «Хумилья». Дебютировал в Сегунде против клуба «Талавера».
В 2020 году стал игроком клуба «Арджеш». Дебютировал в румынской Лиге 2 и вышел с клубом в Высший дивизион. В Лиге 1 впервые вышел на поле против клуба «Университатя».
В июле 2021 года дебютировал в составе «Дебрецена» в Национальном чемпионате.